# 津留崎優
津留崎 優（つるさき ゆう、本名同じ、1987年12月11日 - ）は、日本の女性漫画家、イラストレーター。神奈川県出身。配偶者は同じく漫画家でイラストレーターの池澤真。同人サークル名は「君の為なら死ねる」。代表作は『箱入りドロップス』など。

## 来歴
小学生のころは漫画家になりたいと考える。小学生時代に小さな地方のオールジャンルのイベントに参加。これが初めてのイベント参加であった。中学生のころはイラストレーター、専門学校時代にはゲームグラフィッカーになりたいと考えていた。専門学校卒業後、ゲーム会社勤務を経て漫画家になる。
当初は「羽鳥にわとり」のペンネームを使用していたが、商業活動を始めたのを機に現在のペンネームに変更した。
2017年11月、一児を出産。

## 人物

### 影響を受けたものなど
思春期のころ、影響を受けた作家に石渡太輔、緒方剛志を挙げている。好きな作家は前述の石渡太輔、吉成曜、平野耕太、黒田洋介。「こんな作品描きたい」と考えた作品に『ブギーポップシリーズ』と『Fate』、感動した作品に『コードギアス』を挙げている。

### 漫画制作
絵の8割は「キャラクターの表情」で決まると考え、作業の中で重視して行われている。「洋楽からアニソンまで」いろいろなジャンルの音楽をかけて制作が行われている。「アップテンポな曲」を聴くと、作業が捗ると津留崎は話している。

## 作品リスト

### 連載
- 教えてFGO! 偉人と神話のぐらんどおーだー（『ツイ4』2016年8月16日[7] - 、既刊2巻）
- SA07（『まんがタイムきららフォワード』2019年9月号[8] - 、既刊1巻）
- 異世界美少女受肉おじさんと（『サイコミ』[9]2019年11月18日[10] - 、池澤真との共著、既刊15巻）

### 連載終了
- まけんきっ! イナホとゆかいな仲間たち（原作：武田弘光、『月刊ドラゴンエイジ』、全1巻）
- ちょっと!そこの男子!（『4コマnanoエース』、全1巻）
- ガーリッシュ ナンバー 修羅（原作担当、作画：池澤真 『電撃G's magazine.com』配信[11]、全1巻）
- 箱入りドロップス（『まんがタイムきらら』2011年7月号[12] - 2017年7月号[13]、全6巻）
- Charlotte（電撃コミックスNEXT、原作：麻枝准（Key/ビジュアルアーツ）、キャラクター原案：Na-Ga（Key/ビジュアルアーツ）、池澤真との共著[14]。全6巻）

### 読み切りなど
- ふたり。（『まんがタイムきらら』2010年10月号 - 2011年1月号） - ゲスト掲載
- レベル3からのハローワーク（『電撃マオウ』2012年11月号）
- 窓辺の温度（『まんがタイムきららカリノ』Vol.2 - Vol.5）
- バカな彼女の108式の間違い方（『まんがタイムきららフォワード』2014年4月号）
- 例えばビターだと思って食べたチョコが激甘だったみたいな話（『ウルトラジャンプ』2018年3月号[15]）

### アニメ
- グリザイアの果実（第2話提供イラスト（夕薙と共同））
- ご注文はうさぎですか?（第7話再放送版エンドカード）
- ゆゆ式（第9話再放送版エンドカード）

### アンソロジー
- 『けいおんアンソロジー』vol.3（イラスト、羽鳥にわとり名義）
- 『真・恋姫†無双〜萌将伝〜 コミックアンソロジー』2 - 4巻
- 『あっちこっちアンソロジーコミック　1』（2010年6月10日、読み切り連載）
- 『ゆゆ式ストーリーアンソロジー』vol.1（2013年4月26日発売[16]、口絵イラスト[16]）
- 『艦隊これくしょん -艦これ- アンソロジーコミック 横須賀鎮守府編』1 - 8巻[17]
- 『艦隊これくしょん -艦これ- 鎮守府生活のすゝめ』横須賀鎮守府 作戦日誌
- 『艦隊これくしょん -艦これ- アンソロジーコミック 舞鶴鎮守府編』2巻
- 『艦これジャーナル 艦娘たちのお正月』イラスト
- 『Fate/Grand Order アンソロジーコミック STAR』（2016年3月11日発売[18]、作品寄稿[18]）

### その他
- べびーきるみー（『まんがタイムきららCarat』2012年3月号付録小冊子[19]） - 寄稿[19]
- まんがタイムきららいちまるまる（『まんがタイムきらら』2012年3月号別冊付録[20]） - 参加[20]
- 『ゆゆ式』制作現場レポート漫画（『まんがタイムきらら』2013年6月号[21]）
- 『はぢがーる』ドラマCD封入応援イラスト（2014年4月24日発売[22]） - 参加[22]
- 『Fate/kaleid linerプリズマ☆イリヤ ドライ!!』第10巻特装版小冊子（2018年7月26日発売[23]） - 描きおろしイラスト収録[23]
- 『まんがタイムきらら』2018年12月号付録「15周年記念特別小冊子」 - 「15」を題材とした描きおろし漫画寄稿[24]